# AstraZeneca
AstraZeneca plc (:) britansko-švedska je multinacionalna farmaceutska i biotehnološka kompanija sa sedištem u Londonu, Ujedinjeno Kraljevstvo. Ona je bila peta po veličini farmaceutska kompanija po prodaji lekova na recept 2009. godine (nakon kompanija Pfizer, Novartis, Sanofi i GlaksoSmitKlajn). Ona je prisutna u više od 100 zemalja. AstraZeneca ima portfolio proizvoda za glavne oblasti indikacija uključujući onkološke, kardiovaskularne, gastrointestinalne, infekcije, neuronauku, respiratorne i inflamacije. Kompanija je osnovana 1999. putem spajanja švedske kompanije Astra AB i britanske Zeneca grupe.
AstraZeneca je primarno registrovana na Londonskoj berzi i konstituent je FTSE 100 Indeksa. Ona je imala tržišnu kapitalizaciju od približno £39.5 milijardi 23. decembra 2011, te je bila deseta po veličini kompanija sa primarnom registracijom na Londonskoj berzi. Ona ima sekundarnu registraciju na Njujorškoj berzi i OMX berzi.

## Spoljašnje veze
- Zvanični veb-sajt